# Finnerödja kyrka
Finnerödja kyrka är en kyrkobyggnad som sedan 2006 tillhör Finnerödja-Tiveds församling (tidigare Finnerödja församling), sedan 2014 i Strängnäs stift (tidigare Skara stift). Den ligger i samhället Finnerödja i Laxå kommun.

## Historia

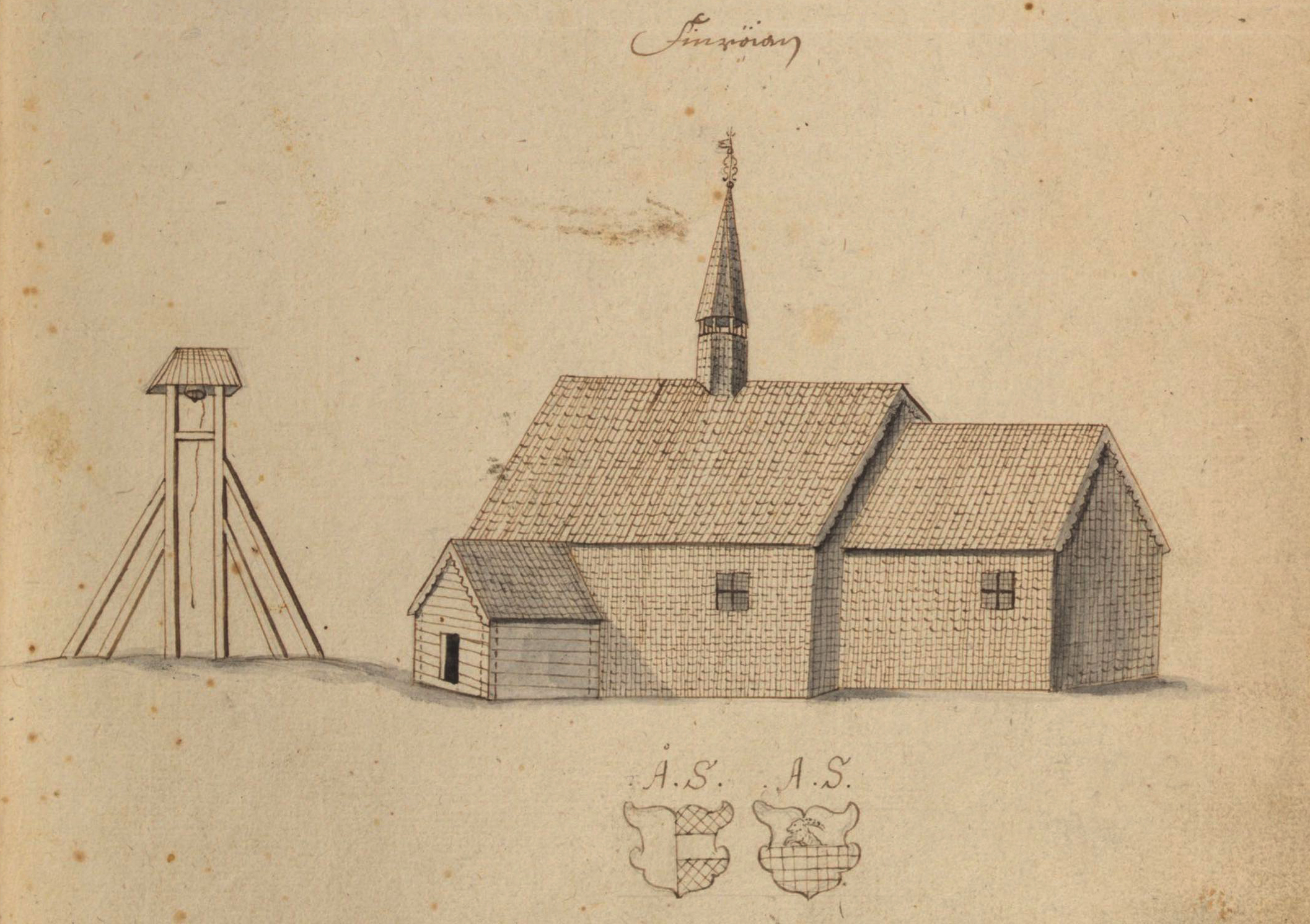
Den gamla timrade kyrkan på teckning omkring 1670.

Den förra kyrkobyggnaden var en liten träkyrka med takryttare, som troligen uppfördes på 1620-talet i samband med tillkomsten av järnbruket i Skagersholm. Enligt avbildningen i Peringskiölds Monumenta hade den ett rektangulärt långhus, ett ovanligt långsträckt, rakt avslutat kor och ett litet timrat vapenhus framför ingången på långhusets sydsida. Väster om kyrkan stod en öppen klockstapel.

### Rörans kapell
Ännu tidigare ska det ha funnits ett litet träkapell på orten, vars grundstenar delvis är bevarade.

## Kyrkobyggnaden
Nuvarande kyrka uppfördes av sandsten från orten och invigdes 1763. Den vitputsade byggnaden, med murar som stöttas av strävpelare, består av ett rektangulärt långhus med tresidigt kor i öster. Norr om koret finns en sakristia. Långhusets norr- och sydsida har var sitt vapenhus. Taket är valmat och spåntäckt. Vid långhusets västra kortsida finns ett kyrktorn.
Mycket av originalinredningen är bevarad med tidstypiska bänkdörrar och bemålad läktarbröstning med illustrationer ur den bibliska historien. En restaurering genomfördes 1919–1920 efter förslag av arkitekt Anders Roland. Vid restaureringen 1965-1968 under Erik B. Lundbergs ledning förstärktes 1700-talsatmosfären samtidigt som han tillförde moderna inslag: ett marmoraltare och originella mässingsarmaturer.

## Inventarier
- Altaruppsatsen är tillverkad 1673 och predikstolen 1698. Båda härstammar från 1600-talskapellet.
- Dopfunten är samtida med nuvarande kyrka.
- Storklockan är gjuten 1731 i Stockholm av Erik Näsman.
- Lillklockan tillverkades 1677 av Johan Meijer, Stockholm.

### Orgel
- 1878 byggdes en orgel med 10 stämmor och en manual av E. A. Setterquist & Son i Örebro.
- Nuvarande orgeln på den västra läktaren är tillverkad 1939 av E. A. Setterquist & Son Eftr. i Örebro. Den omdisponerades 1960 av Nordfors & Co. Den i läktaren infattade orgelfasaden, byggd 1878 av Setterquist, utgör ett dominerande inslag i kyrkans västparti. I orgeln finns stämmor från tidigare orgel tillverkad 1878. Instrumentet har tjugo stämmor fördelade på två manualer och pedal.
- I koret finns en orgel tillverkad av Smedmans Orgelbyggeri 1977, som har sju stämmor fördelade på manual och pedal.[3]